# Federazione cestistica della Finlandia
La Suomen Koripalloliitto è l'ente che organizza e controlla la pallacanestro in Finlandia. Si occupa dei campionati maschili e femminili e della nazionale maschile e femminile, oltre che di alcune coppe.

## Competizioni principali
- Korisliiga e Koripallon I-divisioona (prima e seconda divisione maschile)
- Naisten SM-sarja e Naisten I divisioona (prima e seconda divisione femminile)
- Coppa di Finlandia